# Roman Träger
Roman Träger (Beuthen, 1923. március 17. – Bydgoszcz, 1987. március 21.) lengyel katona. Az osztrák származású Augustyn Träger fia volt, édesapjával együtt vett részt a második világháború ideje alatt a katonai ellenállásban. A „T2-AS” kódnevet viselte. Habár a megszállás után mindketten felvették a német állampolgárságot, hogy nyugodtabban dolgozhassanak.